# San Vincenzo La Costa
San Vincenzo La Costa è un comune italiano di 1 913 abitanti della provincia di Cosenza in Calabria. Faceva parte della Comunità Montana Media Valle Crati.
Fanno parte del comune di San Vincenzo La Costa, due frazioni: Gesuiti (m 580 s.l.m.) e San Sisto  dei Valdesi (m 432 s.l.m.) e le seguenti contrade: Cicala, Greco, Maglie e Prioli.

## Geografia fisica
Il comune è situato alle pendici della Catena Costiera e si affaccia sulla Valle del Crati.

## Storia
Nonostante le origini siano medioevali, e il centro sia citato in un documento datato 1113, conservato presso l'archivio Vaticano, nel territorio a Piano Capone è stato rinvenuto nel 1957 un ripostiglio di 107 monete in bronzo delle zecche: lucana, brettia, di Siracusa, punica e di Rom, oggi conservato al Museo Nazionale di Reggio Calabria. Inizialmente S. Vincenzo sorgeva come piccolo monastero, che veniva gestito dai diversi feudatari, in base alle diverse vicissitudini del periodo storico.
Nel 1855 diviene comune autonomo con le frazioni di S. Sisto e Gesuiti.

## Società

### Evoluzione demografica
Abitanti censiti

## Geografia antropica

### Frazioni

#### Gesuiti

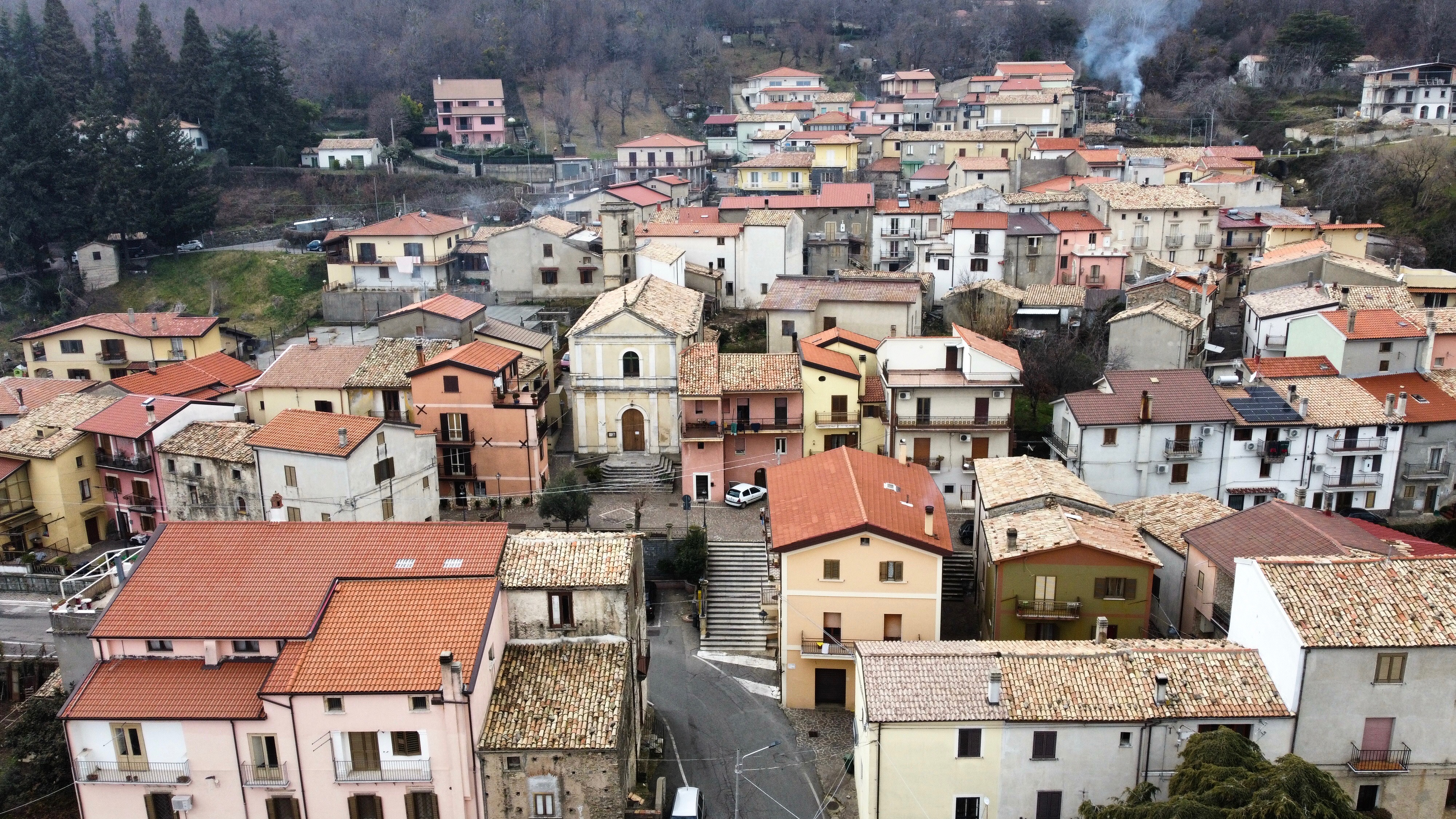
Gesuiti

Gesuiti conta circa 400 abitanti è adagiata sul fianco del Monte Luta a circa 600 metri sul livello del mare e domina tutta la Valle del Crati. La storia di questo paesino, immerso tra i castagneti e uliveti pregiati, comincia durante la seconda metà del Cinquecento quando durante la persecuzione dei Valdesi furono inviati i Gesuiti per contrastare quella che era considerata un'eresia. A testimonianza del passato resta un antico borgo, che oggi è di proprietà privata, chiamato "il Cortiglio", in cui aveva sede un monastero che anticamente si chiamava "Villa Expulsorum" (dal latino "villa degli espulsi", nome che ha comunque un'origine ancora incerta). Gesuiti dista circa 40 minuti di auto da Camigliatello Silano, una delle località montane più rinomate della Sila, ed è posta a circa 11 km dal Passo Crocetta, meta di appassionati della natura e appassionati di ciclismo.

#### San Sisto dei Valdesi

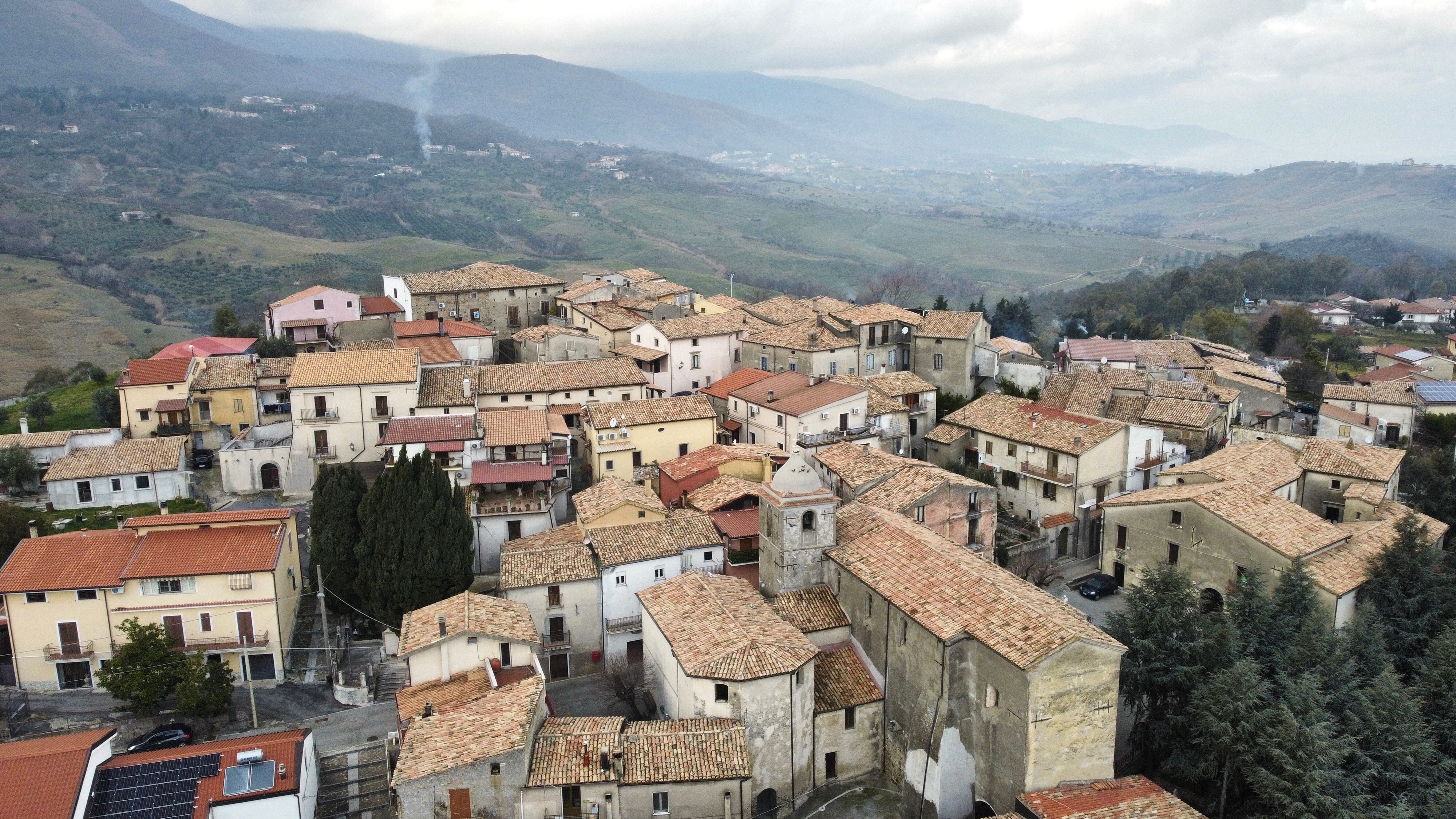
San Sisto dei Valdesi

San Sisto dei Valdesi è situata su una collina a circa 450 metri sul livello del mare, circondata da querce e da campi coltivati. Intorno al 1200 inizia ad ospitare una vasta comunità di immigrati Valdesi provenienti dal Piemonte, che lavoravano come manovali e agricoltori pacificamente, nonostante la loro credenza religiosa, fino alla metà del Cinquecento, finché il 29 maggio 1561 i soldati di Marino Caracciolo, capitano del Viceregno di Napoli, devastarono il borgo, bruciando le case e uccidendo centinaia di sansistesi.
Di rilevante importanza architettonica e storica, è il Palazzo Vercillo, conosciuto anche come "Palazzotto", costruzione nobiliare risalente al XVI secolo.

## Economia
L'economia si basa sull'agricoltura precisamente nella produzione olivicola e sull'artigianato, sulla lavorazione del legname, ma esistono anche ottime prospettive per l'agriturismo.